# クレヨンしんちゃん 嵐を呼ぶ!夕陽のカスカベボーイズ
『クレヨンしんちゃん 嵐を呼ぶ!夕陽のカスカベボーイズ』（クレヨンしんちゃん あらしをよぶ ゆうひのカスカベボーイズ）は、2004年4月17日に公開された『クレヨンしんちゃん』の劇場映画シリーズ12作目。上映時間は96分。興行収入は約12.8億円。

## 概要
風刺やパロディが多いシリーズの中で、初めて西部劇を扱った作品。
ギャグの比率が多く、コメディ色が強かった前作から一転しており、物語はシリアスさも盛り込んだ内容となっており、劇中のシーンも重い描写が目立つ。
本作は、シリーズで初めてかすかべ防衛隊をメインとした作品である。また、今作では映画の世界を舞台にする関係上、野原一家とかすかべ防衛隊以外のレギュラーキャラクターは登場しない。シロも野原家で留守番していたため出番は僅少で、本作のストーリーには関与していない。本シリーズでは珍しく、しんのすけの本気の恋を描いた切ないラブストーリーにもなっている。
主題歌を担当しているNO PLANは本人役で映画にゲスト出演している（『内村プロデュース』にてNO PLAN6人のアフレコが放送された）。また、主要人物の一人であるマイクのモデルは映画評論家のマイク水野こと水野晴郎であるが、本人に無許可であったため、水野晴郎事務所が配給元の東宝に問い合わせたという珍事も起こった。この映画を監督した水島努本人に水野が電話をかけ、事実関係を確認したが、水野は好意的であり、水島は『シベリア超特急5』の試写会にも招待された。
オープニングでは『オラはにんきもの』が9年ぶりに使用されたが、2024年現在、劇場版において上映当時のTV版と異なるオープニングが使用されたのはこれが唯一である。
テレビ朝日開局45周年記念作品。

## あらすじ
ある日、高鬼をしていたかすかべ防衛隊の5人は、町中を駆け回っているうち、古びた廃映画館「カスカベ座」を見つける。
誰もいないはずの劇場では、荒野が映し出されているだけの映画が、ひとりでに上映されていた。それを見つめるかすかべ防衛隊。だが、トイレに立ったしんのすけが劇場に戻ると、風間達はどこかに姿を消してしまっていた。
夜になったが、しんのすけ以外の4人は、未だにそれぞれの家に帰っていない様子。行方不明になった皆を心配した野原一家（しんのすけ、ひまわり、みさえ、ひろし）はしんのすけ先導のもと再びカスカベ座を訪れるが、またも流れていた荒野の映像に目を奪われているうちに、気が付けば映画と同じ、何もない荒野に立っていた。
荒野を歩く野原一家は、西部劇に出てくるような古びた町「ジャスティスシティ」に辿り着く。そこでしんのすけは、保安隊の保安官（シェリフ）として現れた風間と再会する。普段通り親しげに話しかけるしんのすけだったが、彼はしんのすけのことを全く覚えておらず、性格も粗暴になっていた。
風間の指示により保安隊から追われる身となってしまったしんのすけ達は、逃亡の途中、この町の知事であるジャスティスに仕えている、つばきという少女に救われる。つばきもこの場所が何なのかはわからないが、「この世界に来た人間は、次第に元の世界にいた記憶を忘れていく」という事実を野原一家に伝える。さらに野原一家は春日部の元住人であるマイクという男に出会い、ここが映画の中の世界であることを知る。
しんのすけはジャスティスシティにて、行方不明だったマサオとネネ（この世界では夫婦）を発見するが、外の記憶を失った2人は、現状に満足しているからと、春日部への帰還を拒否する。町はずれで閑居していたボーちゃんだけは記憶を残していたものの、彼やしんのすけにも少しずつ忘却の波が迫りつつあった。
結局、春日部に帰る方法は見つからず、野原一家は脱出を諦めつつあった。そんなある日、しんのすけ達はとうとう春日部に帰る方法を思い付く。それは、この世界における悪役・ジャスティス知事を倒し、この世界に平和を取り戻して映画をハッピーエンドにするというものだった。その時、太陽（止まっていた物語の時間）が動き出し、住人の記憶も回復した。
ジャスティスを倒すためのヒーローとして選出されたのは、しんのすけ達かすかべ防衛隊の5人。知事の裏切りに遭った風間もしんのすけの元へ戻り、再集結したかすかべ防衛隊はジャスティスに立ち向かうことを決意する。

## 登場人物
つばき
ジャスティスシティに住んでいる少女。1960〜70年頃の日本人の姿をしており、年齢は14歳程度。控えめで礼儀正しく清楚な性格。ジャスティスに拾われたといい、彼に仕えているが、心優しくしんのすけを助ける。しんのすけは当初特別な感情を持っていなかったが、可憐で清楚、優しくて控えめなつばきに少しずつ惹かれていく。
しんのすけ達と同じ春日部から映画の世界に来た人物と思われていたが、実は映画の世界の人物。そのため、最後にしんのすけたちが映画を終わらせたことで映画と共に消えてしまい、しんのすけと交わした「一緒に春日部に帰ろう」という約束を果たす事は出来なかった。つばきも自身の正体を知ってはいたものの、結局最後まで言い出すことができず、しんのすけは彼女が消えたことに深くショックを受けた。
大原ななこ、リサ・グレースなどのような大人の女性を好むしんのすけが珍しく女子高生未満の女子に恋をした数少ない相手である。また、しんのすけは基本的に一目惚れなのに対し、つばきの場合はそれに当てはまらない点でも異例である。
ジャスティスの前で失態を犯した為に裸足であるという裏設定があるが、幸せな場面であるEDでは靴を履いている。
マイク水野
野原一家同様カスカベ座から映画の世界に入り込んでしまった春日部の住人。メガネをかけた肥満体の男。映画の世界に入って625日（約1年8か月）経ったと話している。本作におけるコメディリリーフ的存在。
外の世界ではレンタルビデオ屋の店長で映画オタク。記憶が戻る前は家族のことも忘れてしまったと話していたが、実際には独身だった。しんのすけには「オタクのおじさん」と呼ばれるが、本人はその呼ばれ方を否定している。映画好きだが、映画館が好きなわけではなく、映画は専らビデオやDVDで観賞している。
春日部に帰る方法を探すため、ジャスティス指定の「立入禁止区域」に侵入したが、保安隊に見つかり暴行を受ける。それを見ていたみさえとひろしに助けられ、共に脱出への術を探すこととなり、ひろしと共に作業場で働く。
第25作『襲来!!宇宙人シリリ』では、春日部駅前でインタビューされた人物として出演。『夕陽のカスカベボーイズ』では単に「マイク」と呼ばれていたが、この作品では「水野」という苗字が新たに設定されている。
オケガワ
ジャスティスの部下達に毎日馬で引き摺られている老人。ジャスティスを倒すための研究をしており、カスカベボーイズに変身するためのパンツを開発した。ジャスティスを倒した後、マイクに元の世界での幸せを願いながら握手し消えていった。
ジャスティス・ラブ
ジャスティスシティの知事であり、「映画の世界の主人公」を自称する「映画の世界の悪役」。
性格は非常に冷徹で残忍非道。映画の世界に引き込まれた春日部の人々を奴隷として強制労働させ、ヒーローのための道具を研究するオケガワを毎日馬で引き摺り回し、法に背いた者や逆らう者はリンチや鞭打ちなどで徹底的に痛めつけ、裏切り者は子供であろうと容赦なく殺害する。また、風間を保安官（シェリフ）として招いたのも単なる暇潰しに過ぎず、酒場でみさえの歌をわざと絶賛し、彼女を屋敷に招待して部下達と共に嘲笑した。この世界そのものである映画を「終わらせない」ために「おわり」の文字を封印している。
鞭の達人で、相手の拳銃を鞭で正確に叩き落としたり、最終決戦に駆けつけたガンマンたちを機関車から落とす実力の持ち主。物語終盤でパワーアップしたしんのすけたちに追い詰められた際、奥の手として所持しているジャスティスロボというカウボーイ型の巨大ロボットを起動させるも、一進一退の攻防の末に敗北。なおもロボを操って抵抗するが、「おわり」の文字を解放されてしまい、映画の終わりを嘆いた。
オーツ
保安隊の隊長を担うジャスティスの部下。乱暴かつ非道な性格で、保安官（シェリフ）の座に就いた風間のことも最初から気に入っていなかった。
ジャスティスに追従し、封印場所へ向かうしんのすけ達と戦うが、ジャスティスがカスカベボーイズに敗れると、もはやこれまでだと認め、弟であるベンと共に機関車から飛び降りた。
ベン
保安隊の副隊長を担うジャスティスの部下。オーツの弟で、常に彼と共に行動する。
クラウス
ジャスティスの部下と思われる男で、常に彼の傍らにいる。醜い顔つきをした男で本人も気にしており、しんのすけやみさえに「変な顔」と罵られると反発する。ジャスティスの屋敷に招待されたみさえを笑い飛ばした際は、彼女の逆鱗に触れギターを頭に叩きつけられた。
物語終盤では、機関車から落ちた風間を車で轢き殺そうとするも、しんのすけに庇われ失敗。カスカベボーイズをまとめて轢き殺そうと再度突進したが、逆に車ごと吹き飛ばされた。
クリス
しんのすけたちに協力するガンマン。つばき、オケガワなどと並んで映画の登場人物の中でアンチ・ジャスティスである数少ない人物。しんのすけ達の危機を救うために6人のガンマンを連れて助けに来た。
オライリー
クリスの仲間。パワーアップしたしんのすけに思う存分暴れるよう頼んだ。
ヴィン
クリスの仲間。馬から機関車に乗り移ることに失敗してパニックに陥っていたひろしを助けた。パワーアップしたしんのすけにつばきを託された際、彼を「相棒」と呼んだ。
リー
クリスの仲間。特技の早撃ちを活かしてクリス達と共にジャスティスの部下達の撃退に貢献する。車で迫り乗り込んだジャスティスの部下達の前に追い詰められ、機関車から落とされた。
ハリー・ラック
クリスの仲間。クリス達と共にジャスティスの部下達の撃退に貢献する。車を率いて迫って来たジャスティスの鞭により機関車から落とされた。
ブリット
クリスの仲間。特技のナイフ投げを活かしてクリス達と共にジャスティスの部下達の撃退に貢献する。乗り込んできたジャスティスの部下達に応戦するが、ジャスティスに鞭で腕を巻きつけられ機関車から落とされた。
チコ
クリスの仲間。クリス達と共にジャスティスの部下達の撃退に貢献する。車を率いて迫って来たジャスティスの鞭により機関車から落とされた。
NO PLAN
本作のエンディング主題歌を歌うグループ。西部劇映画の中に迷い込んでいた。なお、この時しんのすけは記憶を忘れかけていたため、内村を相方の南原と間違えていた。なお、ふかわりょうは画面や他のメンバーに遮られていることがほとんどで、台詞も少ない。

## 登場する地名・兵器等
カスカベ座
町中の人目に付かない場所に存在する古びた映画館。既に潰れている為に人気もなく、中は暗い。何故か西部劇の映画を上映しているが、見ているとその人物を映画の中に取り込んでしまう（作中では映画自身が「終わりを迎える」ことを望んでいるからと説明された）。映画の中にいると少しずつ前の世界の記憶を失っていってしまう。
ジャスティスシティ
ジャスティスが治める小さな西部劇風の町。この他に町は無く、線路の先には何も続いていない（実際には重要な拠点が存在している）。また太陽が全く動かないため、1日中ずっと昼間である。オケガワ博士が馬に引きずられるのを数えればこの世界に来て何日経ったかわかるという。春日部の住人達が「悪役・ジャスティスを倒し、映画を完成させる」という終わりを迎えることで帰れると気付いた時、太陽が動き出した。
ジャスティスロボ
野原一家がこの世界に来てすぐに発見していたカウボーイ型の巨大ロボット。実はジャスティスが奥の手として所持している兵器であった。テンガロンハットの頂上が操縦席になっている。木製だが、かなり俊敏に動き、肛門の部分にジェット推進器のような機能が備わっていて短時間の飛行が可能。両目にはガトリング砲、口部には巨大な鞭が収納されていて胸部からはダイナマイトを発射する。変身してすぐのカスカベボーイズを圧倒し追い詰めたが、パワーアップしたカスカベボーイズに圧倒され敗北。それでもなおジャスティスの悪足掻きにより動き続けたが、最後は封印が解かれた「おわり」の文字に押し負け木っ端微塵になった。ポスター版ではデザインが異なる。
カスカベボーイズ
かすかべ防衛隊がオケガワの開発したヒーローになれる赤いパンツの力で変身した姿で、変身すると強力な能力を発揮する。ジャスティス及びジャスティスの部下達との戦闘シーンにおいて、普段のかすかべ防衛隊からは想像もつかないほどの抜群の戦闘力を見せ、ジャスティスとの最終決戦でよりパワーアップし、飛行能力も身につけた。
- 野原しんのすけ

襟付きジャケットに青いスカーフが特徴。武器はカンチョー。パワーアップ後は赤い翼が生える。
- 風間トオル

青いステージ衣装に武器になる大きなシルクハットを被っている。パワーアップ後は青い翼が生える。
- 佐藤マサオ

イエローハットに電飾付きの服。体術で戦う。パワーアップ後は緑色の翼が生える。
- 桜田ネネ

ウェーブがかったロングヘアーでドレス姿。体術や巨大なウサギの幻を出す強力なパンチで戦う。パワーアップ後は黄色い翼が生える。
- ボーちゃん

パンクファッションにブーメランにもなる大きなモヒカンヘアが特徴。鼻水による大きな強力なパンチで戦う。パワーアップ後は紫色の翼が生える。

## キャスト
- 野原しんのすけ - 矢島晶子
- 野原みさえ - ならはしみき
- 野原ひろし - 藤原啓治
- 野原ひまわり - こおろぎさとみ
- 風間くん、シロ[注 11] - 真柴摩利
- ネネちゃん - 林玉緒
- マサオくん - 一龍斎貞友
- ボーちゃん - 佐藤智恵
- つばき - 齋藤彩夏
- マイク水野 - 村松康雄
- オケガワ - 長嶝高士
- へんな顔の男（クラウス） - 宝亀克寿
- 保安隊隊長（オーツ） - 玄田哲章
- 保安隊副隊長（ベン） - 大友龍三郎
- 酒場のマスター - 島香裕
- ジャスティスの部下 - 江川央生、川津泰彦、田中一成、大西健晴
- 保安隊 - 今村直樹
- 町人 - 坂口賢一、中尾みち雄、新千恵子
- 保安官助手 - 服巻浩司
- クリス - 小林修
- オライリー - 大塚周夫
- ヴィン - 内海賢二
- ジャスティス・ラブ - 小林清志
- NO PLAN（特別出演） - 内村光良、さまぁ〜ず、TIM、ふかわりょう

## スタッフ
| 原作                                | 臼井儀人 (らくだ社) |
| 作画監督                            | 原勝徳 針金屋英郎 大森孝敏 間々田益男 |
| キャラクターデザイン                | 末吉裕一郎 |
| 美術監督                            | 森元茂 古賀徹 |
| 撮影監督                            | 梅田俊之 |
| ねんどアニメ                        | 石田卓也 |
| 編集                                | 岡安肇 岡安プロモーション 小島俊彦 中葉由美子 村井秀明 川崎晃洋 |
| 音楽                                | 荒川敏行 宮崎慎二 |
| 録音監督                            | 大熊昭 |
| チーフプロデューサー                | 茂木仁史 太田賢司 木村純一 |
| 監督・脚本                          | 水島努 |
| 絵コンテ                            | 水島努 原恵一 |
| 原画                                | 末吉裕一郎 高倉佳彦 佐藤雅弘 林静香 湯浅政明 松下浩美 和泉絹子 重本雅博 榎本結 尾鷲英俊 高橋博行 北之原孝将 浦田芳憲 坂本一也 門脇聡 古賀馨 三橋徹 紫藤晃由 吉岡忍 米田光良 池田和美 上野真理子 関口可奈味 石井百合子 宮脇千鶴 佐藤陽子 宮沢康紀 泉広代 茂木琢次 前田一雪 松浦仁美 長谷川哲也 加来哲郎 金子志津枝 鈴木大司 大武正枝 辻繁人 竹内哲也 浅野勝也 千葉崇洋 植村淳 東出太 板津匡覧 牧原亮太郎 さくましげこ 石川貴正 松井理和子 上乃つぐ美 山地万 石井智美 樋口善法 篠原真紀子 角張仁美 橋本とよ子 原勝徳 大森孝敏 針金屋英郎 間々田益男                 |
| 色彩設計                            | 野中幸子 |
| 色指定                              | 下浦亜弓 |
| 動画チェック                        | 小原健二 中峰ちとせ |
| 演出助手                            | 髙橋渉 |
| 動画                                | 京都アニメーション 村山健治 端由美子 中野恵美 佐藤綾 栗田智代 木透富子 清原美枝 大藤佐恵子 定村ゆきな 福島正人 村田道彦 田村和広 安部篤子 黒田久美 大橋由巳 大川由美 檜垣彰子 アニメーションDo 古川かおり 東野伊佐子 川崎洋平 井上真希 染谷育実 高津智子 丸本光徳 じゃんぐるじむ 妻藤一治 宮井誠 西村美幸 門田明与 小西富洋 新村杏子 八木綾乃 中村真由美 岩井伸之 滝沢幸美 松田晃司 中村直人 東田晴子 菅原麻衣 大西珠与 新井佐紀子 橋本里美 小島亜紀 スタジオダブ スタジオ九魔 マッドハウス OH!プロダクション フロントライン スタジオミカン エー・ライン 原佳寿美 |
| 仕上                                | 京都アニメーション 竹田明代 高木理恵 石田奈央美 三浦理奈 今泉ひとみ 津田幸恵 栗林香織 宮田佳奈 西澤真理子 木村好子 北岡なな子 上羽あつ乃 江田美穂子 胡恵美 宿谷葉子 一ノ瀬益美 山森愛弓 相澤朝子 嶋智子 佐々木祥子 川合靖美 田口真由美 小浦千代美 アニメーションDo 枝松知子 ライトフット 今泉ひろみ 杉浦友紀 吉村恵子 竹之内咲子 光井朋夏 渡辺桂子 守屋理恵 井口美幸 黒木智子 玉木千春 梶川明美 山崎大輔 石塚一規 井上喜代美 トレーススタジオM オフィスフウ エムアイ マッドハウス                                                                                 |
| 背景                                | スタジオユニ 中村隆 岡部真由美 込山明日香 村上良子 石黒恵美子 池田玲子 柴村光男 スタジオロフト 阿部とし子 中田愛 大関純史 鈴木和彦 SEOUL LOFT アトリエローク 沼井信朗 川口正明 清水敏幸 下山和人 滝口比呂志 Oka Arutana Winaya Surata Sutara Wiruta |
| 背景スキャン                        | SCAN屋 佐藤広明 川井政明 伊藤審司 松本孝浩 木村誠 |
| 撮影                                | アニメフィルム 手塚智鶴子 桶田一展 河嶋匡詞 市川智 土岐浩司 大森美奈子 大石英勝 丸橋勢津子 藤野明彦 藤野敬子 伊藤修一 伊藤久美子 |
| 撮影協力                            | ライトフット 河合有紀子 角野弘明 谷口尚美 河野守 ひらきようこ 熊井裕士 大崎由紀子 |
| ねんどクルー                        | 石田雅代子 石田らどん 鈴木徹 倉町希枝子 鄭文敏 撮影協力 志賀剛 (菁映社) |
| CGI                                 | つつみのりゆき |
| 撮影データ管理 エンディングテロップ | 柏原健二 |
| タイトル                            | 道川昭 |
| 音響制作                            | AUDIO PLANNING U |
| 音響制作デスク                      | 加藤知美 |
| 音響制作進行                        | 糖谷基規 |
| レコーディングスタジオ              | APU MEGURO STUDIO |
| 1stミキサー                         | 大城久典 |
| 2stミキサー                         | 内山敬章 |
| 効果                                | 松田昭彦 原田敦 （フィズサウンドクリエイション） |
| 効果助手                            | 鷲尾健太郎 |
| 編集データ管理                      | 三宅圭貴 |
| 現像                                | 東京現像所 |
| 連載                                | 双葉社 月刊漫画タウン jourすてきな主婦たち 漫画タウンオリジナル |
|                                     | ドルビーデジタル・サラウンドEX 一部上映館を除く |
| ドルビーフィルム・コンサルタント    | 森幹生 河東努 コンチネンタルファーイースト(株) |
| デジタル光学録音                    | 西尾昇 |
| プロデューサー                      | 山川順一 和田泰 西口なおみ (テレビ朝日) すぎやまあつお (ADK) |
| アシスタント プロデューサー         | 吉川大祐 |
| ラインプロデューサー                | 木野雄 |
| 制作デスク                          | 馬渕吉喜 |
| 制作進行                            | 長南佳志 西川昭彦 高橋麗奈 廣川浩二 |
| 制作                                | シンエイ動画 テレビ朝日 ADK |
|                                     | ©臼井儀人/双葉社・シンエイ・テレビ朝日・ADK 2004 |

## 主題歌
- オープニング - 「オラはにんきもの」
  - 作詞 - 里乃塚玲央／作曲 - 小杉保夫／編曲 - 加藤みちあき／歌 - 野原しんのすけ（矢島晶子）
  - テレビサイズではなく、過去の劇場版やテレビシリーズとは使用箇所が異なっている。
- エンディング -「○（マル）あげよう」
  - 作詞 - 内村光良とゆかいな仲間たち & 牧穂エミ／作曲、編曲 - 佐藤泰将／歌 - NO PLAN（Ki/oon Records）

## VHS・DVD・Blu-ray
- VHS - 2005年4月22日にバンダイビジュアルより発売。
- DVD - 2005年10月28日にバンダイビジュアルより発売。なお、5年後の2010年に値段を下げたいわゆる廉価版が発売されている。
- Blu-ray - 2023年6月28日にバンダイビジュアルより発売。